# Hugo Duminil-Copin
Pour les articles homonymes, voir Copin et Duminil.
Hugo Duminil-Copin est un mathématicien français, né le 26 août 1985 à Châtenay-Malabry.
Il est professeur à la faculté des sciences de l'université de Genève et professeur permanent à l’Institut des hautes études scientifiques (Bures-sur-Yvette).
La médaille Fields lui est attribuée en 2022.

## Biographie
Né au sud de Paris à Châtenay-Malabry, Hugo Duminil-Copin grandit à Bures-sur-Yvette (Essonne). Son père était professeur de sport et actuellement proviseur adjoint. Sa mère danseuse, puis institutrice,.
Après l'obtention de son baccalauréat, il effectue deux années de classes préparatoires scientifiques au lycée Louis-le-Grand à Paris. Il poursuit sa formation à l'École normale supérieure de la rue d'Ulm et à l'université Paris-XI.
En 2008, il rejoint le professeur Stanislav Smirnov à l'université de Genève, lequel devient son directeur de thèse doctorale : il y démontre notamment que la constante de connectivité du réseau hexagonal vaut {\displaystyle {\sqrt {2+{\sqrt {2}}}}=2\cos(\pi /8)}. Il effectue également ses recherches postdoctorales à ses côtés.
Il est ensuite nommé professeur assistant puis professeur ordinaire à l'université de Genève.
À compter de 2016, il est également professeur permanent à l'Institut des hautes études scientifiques (à Bures-sur-Yvette, au sein du campus de Paris-Saclay).

## Travaux
Hugo Duminil-Copin se consacre à l'étude des courbes formées par la frontière entre deux phases d’un même système, des phénomènes qui sont aléatoires. En particulier, il aborde la question des « marches aléatoires auto-évitantes », des cheminements aléatoires ne se recoupant pas sur un maillage.
Il reçoit en 2022 la médaille Fields pour ses travaux sur des modèles de particules en interaction et principalement ses travaux sur des phénomènes aléatoires en dimensions 3 et 4, notamment sur le modèle d'Ising dans la perspective de construire une théorie des champs quantiques applicable aux particules.
Avec Michael Aizenman, il montre « qu’en partant de toute une famille de modèles d’Ising en dimension 4, on pouvait construire uniquement des théories des champs dites “triviales”, c’est-à-dire qui décrivent des particules sans interaction ». « Il va donc falloir que les physiciens aillent chercher des modèles plus complexes », estime-t-il.
Ses travaux sur les transitions de phase ne sont cependant qu'une forme d'application de ses recherches principales, qui portent sur les modèles de percolation, exploitant la théorie des graphes.

## Distinctions

### Décoration
- Chevalier de la Légion d'honneur en 2022[8].

### Prix et récompenses
- 2022 : médaille Fields[7]
- 2017 : prix Loève
- 2017 : grand prix Jacques-Herbrand de l'Académie des sciences
- 2017 : New Horizons in Mathematics Prize[9]
- 2016 : prix de la Société mathématique européenne[9]
- 2015 : Early career award de l'Association internationale de physique mathématique
- 2015 : cours Peccot du Collège de France
- 2013 : prix d’Oberwolfach
- 2012 : prix Rollo-Davidson (avec Vincent Beffara)
- 2012 : prix Vacheron-Constantin[10]

## Publications
- Hugo Duminil-Copin, Graphical representations of lattice spin models, Collège de France, coll. « Cours Peccot, janvier-février 2015 », 2016 (ISBN 978-2-36693-022-1, OCLC 987302673)
- Hugo Dominil-Copin et Stanislav Smirnov, « The connective constant of the honeycomb lattice equals {\displaystyle {\sqrt {2+{\sqrt {2}}}}} », Annals of Mathematics, vol. 175, no 3,‎ 1er mai 2012, p. 1653-1665 (ISSN 0003-486X, DOI 10.4007/annals.2012.175.3.14, arXiv 1007.0575, S2CID 59164280)
- Vincent Beffara et Hugo Duminil-Copin, « The self-dual point of the two-dimensional random-cluster model is critical for {\displaystyle q\geq 1} », Springer Science and Business Media LLC, vol. 153, nos 3-4,‎ 18 mars 2011, p. 511-542 (ISSN 0178-8051, DOI 10.1007/s00440-011-0353-8, arXiv 1006.5073, S2CID 55391558, lire en ligne)
- Hugo Duminil-Copin et Alan Hammond, « Self-Avoiding Walk is Sub-Ballistic », Springer Science and Business Media LLC, vol. 324, no 2,‎ 13 octobre 2013, p. 401-423 (ISSN 0010-3616, DOI 10.1007/s00220-013-1811-1, arXiv 1205.0401, S2CID 10829154)
- Roland Bauerschmidt, Hugo Duminil-Copin, Jesse Goodman et Gordon Slade, « Lectures on Self-Avoiding Walks », Arxiv:1206.2092 Math-Ph,‎ 11 juin 2012 (arXiv 1206.2092, lire en ligne, consulté le 5 juillet 2022)